# Bejeweled 2
Bejeweled 2 est un jeu vidéo de puzzle développé par PopCap Games, sorti en 2004 sur Windows, Mac OS, navigateur, Palm OS, Windows Mobile, iOS, Xbox Live Arcade (Xbox 360), PlayStation Network (PlayStation 3, PlayStation Portable), WiiWare, Symbian, Android et BlackBerry PlayBook.

## Accueil
- Nintendo Life : 8/10[1]